# Ciudadela (Buenos Aires)
Ciudadela é uma cidade da Argentina, localizada na província de Buenos Aires, na área metropolitana de Gran Buenos Aires. Começa bem no cruzamento da autopista Perito Moreno com a avenida General Paz, que marcam o final da cidade de Buenos Aires, a Capital Federal,  propriamente dita e a 20 quilômetros à Oeste do micro-centro desta.
É a cidade Natal de, dentre outros famosos, os jogadores de futebol Carlos Tévez e Fernando Gago

## História
No início, estas terras pertenciam ao partido de San José de Flores , mas, quando houve a federação do país e a criação da Capital Federal, em 1888 , Ciudadela ficou dentro do partido de San Martín.
Como a maioria das pessoas da região, em suas razões iniciais foram quinta Cidadela em torno da cidade de Buenos Aires. Eles estão lentamente subdiviendo e preencher. O lugar tinha alguma importância pela presença de um posto no mesmo lugar onde hoje é a estação ferroviária. No entanto, a chegada da estrada de ferro e da estrada de apuramento são os principais motores da ocupação humana nestas terras.
Em 1902 instalou quartéis militares, que dão um impulso maior para a população jovem. A fundação da própria cidade é comemorado em 01 de dezembro de 1910 , com a abertura da estrada de ferro oeste, embora na realidade a fundação formal da cidade começa com a decisão da empresa Santamarina y Cia. (União de várias famílias na área) de aproximadamente 65 hectares lotear para criar um novo local. A empresa começou a ser vendido em 11 de novembro e foi um sucesso imediato.
Em 1917 a primeira escola instalada. Em 1959 o hospital foi inaugurado o professor Ramón Carrillo. Com a criação de Tres de Febrero, em que ano do recinto de festa de St. Martin, a cidade de Ciudadela passa o novo partido. Em 1960 cria o voluntário bombeiros de Tres de Febrero, com base neste local.
Em 1973 , sob a presidência de Hector Campora é inaugurado complexo habitacional monoblocos chamado Barrio Ejército de los Andes , mais conhecido como Forte Apache.